# Tumpalia
Tumpalia is een geslacht van rechtvleugeligen uit de familie krekels (Gryllidae). De wetenschappelijke naam van dit geslacht is voor het eerst geldig gepubliceerd in 1983 door Daniel Otte en Richard D. Alexander.

## Soorten
Het geslacht Tumpalia omvat de volgende soorten:
- Tumpalia gundialga Otte & Alexander, 1983
- Tumpalia ilindia Otte & Alexander, 1983
- Tumpalia kattara Otte & Alexander, 1983
- Tumpalia marnlia Otte & Alexander, 1983
- Tumpalia ruficeps Chopard, 1951
- Tumpalia tau Otte & Alexander, 1983
- Tumpalia yellena Otte & Alexander, 1983
- Tumpalia yootha Otte & Alexander, 1983
- Tumpalia yurriyappa Otte & Alexander, 1983

Deze komen alle voor in de noordelijke helft van het Noordelijk Territorium van Australië.